# Les Salles-du-Gardon
Les Salles-du-Gardon – miejscowość i gmina we Francji, w regionie Oksytania, w departamencie Gard.
Według danych na rok 1990 gminę zamieszkiwały 3063 osoby, a gęstość zaludnienia wynosiła 145 osób/km² (wśród 1545 gmin Langwedocji-Roussillon Les Salles-du-Gardon plasuje się na 125. miejscu pod względem liczby ludności, natomiast pod względem powierzchni na miejscu 352.).